# Joanna Staręga-Piasek
Joanna Małgorzata Staręga-Piasek (ur. 23 października 1939 w Warszawie) – polska polityk i działacz społeczny, posłanka na Sejm I, II i III kadencji, była wiceminister pracy, w latach 2011–2015 doradca społeczny prezydenta RP.

## Życiorys
Jest córką Wandy Wyrobkowej-Pawłowskiej. Ukończyła studia na Wydziale Pedagogicznym Uniwersytetu Warszawskiego, uzyskała następnie stopień naukowy doktora. Wykładała w Instytucie Profilaktyki Społecznej i Resocjalizacji Wydziału Stosowanych Nauk Społecznych i Resocjalizacji UW.
Brała udział w obradach Okrągłego Stołu w ramach stolika ds. zdrowia i pomocy społecznej. Zawodowo zajmowała się w szczególności sprawami pomocy społecznej i problematyką dotyczącą osób niepełnosprawnych. Od 1991 do 2001 przez trzy kadencje była posłem I, II oraz III kadencji, w 2001 bezskutecznie ubiegała się o reelekcję. Należała do Unii Demokratycznej i Unii Wolności. Pełniła funkcję wiceministra w rządach: Tadeusza Mazowieckiego, Jana Krzysztofa Bieleckiego, Hanny Suchockiej. W rządzie Jerzego Buzka została powołana na stanowisko sekretarza stanu w ministerstwie pracy i polityki socjalnej. W 2005 przystąpiła do Partii Demokratycznej.
W przeszłości pełniła liczne funkcje w organizacjach społecznych. Była m.in. wiceprzewodniczącą Towarzystwa Przyjaciół Dzieci, przewodniczącą Zarządu Stowarzyszenia Polskiego, członkiem Rady Społecznej przy ministrze właściwym ds. pracy, członkiem Komisji Charytatywnej przy Fundacji im. Stefana Batorego. Współtworzyła ustawę o pomocy społecznej oraz Kartę Praw Osób Niepełnosprawnych. Od 1998 pełni funkcję dyrektora Instytutu Rozwoju Służb Społecznych.
W 2010 prezydent RP Lech Kaczyński powołał ją na członka Narodowej Rady Rozwoju. W 2011 została doradcą społecznym prezydenta RP Bronisława Komorowskiego. Pełniła tę funkcję do 5 sierpnia 2015.

## Odznaczenia
Odznaczona Krzyżem Oficerskim (2004) i Komandorskim (2009) Orderu Odrodzenia Polski.